# Latrán

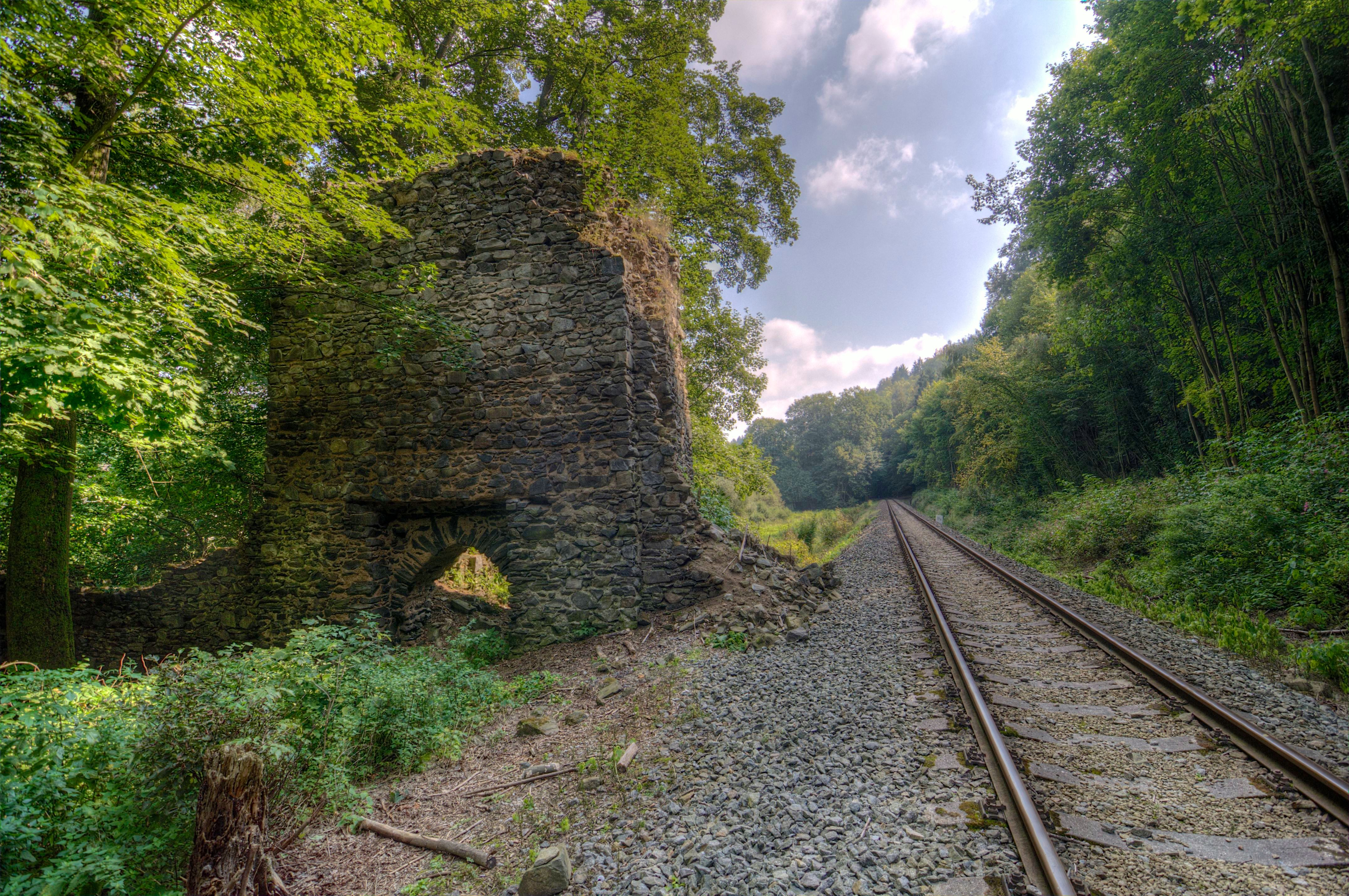
Vstupní brána latránu Odranec

Latrán (latinsky lateranus = postranní, vedlejší) označuje zpravidla opevněnou část města, osadu nebo městečko, podhradí, které sousedí s hradem či zámkem a je na něm přímo závislé. Latrány měly ve středověku odlišné právní postavení od přilehlých měst a hradů a vyznačovaly se rovněž absencí vlastního farního kostela. Latrány jsou na českém území charakteristické zejména pro hrady Vítkovců a Rožmberků v jižních Čechách.

## Příklady v Česku
Zřejmě nejznámějším příkladem je Latrán, čtvrť pod zámkem a hradem v Českém Krumlově. Jiným příkladem je Latrán ve Velešíně. Další latrány se dochovaly v podobě zřícenin u hradů Příběnice (Příběnické podhradí), Dívčí kámen nebo Stará Dubá (městečko Odranec).